# Wacław Zimpel/Diskografie

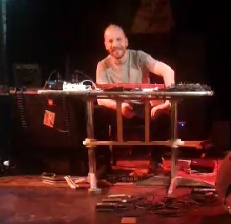
Wacław Zimpel im Casa Del Popolo in Montréal/Kanada

Diese Diskografie ist eine Übersicht über die Tonträger des polnischen Jazz-Klarinettisten und Saxophonisten Wacław Zimpel. Sie umfasst eine Vielzahl von Alben, an denen er als Solomusiker, Leader oder Gast beteiligt war.

## Als Leader
| VÖ   | Aufnahme | Interpret                           | Titel                                  | Musiklabel         | Anmerkungen |
| ---- | -------- | ----------------------------------- | -------------------------------------- | ------------------ | --- |
| 2010 | 2009     | Undivided                           | The Passion                            | Multikulti Project | aufgenommen live in Toruń; mit Mark Tokar, Klaus Kugel, Bobby Few                                                                                      |
| 2011 | 2009     | Hera                                | Hera                                   | Multikulti Project | aufgenommen live in Krakau; mit Ksawery Wójciński, Paweł Szpura, Paweł Posteremczak                                                                    |
| 2011 | 2011     | Hera                                | Where My Complete Beloved Is           | Multikulti Project | aufgenommen live in Posen; mit Ksawery Wójciński, Paweł Szpura, Paweł Posteremczak, Sara Kałużna, Maniucha Bikont                                      |
| 2011 | 2009     | Undivided                           | Moves Between Clouds \| Live in Warsaw | Multikulti Project | aufgenommen live in Warschau; mit Mark Tokar, Perry Robinson, Klaus Kugel, Bobby Few                                                                   |
| 2013 | 2012     | Hera with special guest Hamid Drake | Seven Lines                            | Multikulti Project | aufgenommen live in Krakau; mit Hamid Drake, Ksawery Wójciński, Paweł Szpura, Paweł Posteremczak, Maciek Cierliński, Rafał Drewniany, Raphael Rogiński |
| 2013 | 2012     | Wacław Zimpel Quartet               | Stone Fog                              | For Tune           | mit Christian Ramond, Klaus Kugel, Krzysztof Dys |
| 2014 | 2013     | Wacław Zimpel To Tu Orchestra       | Nature Moves                           | For Tune           | aufgenommen live in Warschau; mit einem 8-köpfigen Orchester                                                                                           |
| 2016 | 2015     | Wacław Zimpel                       | Lines                                  | Instant Classic    | solo; Zimpel spielt Klarinetten, Orgel, Fender Rhodes und Khaen                                                                                        |
| 2016 |          | LAM                                 | LAM                                    | Instant Classic    | mit Hubert Zemler, Krzysztof Dys |
| 2020 |          | Wacław Zimpel                       | Massive Oscillations                   | Ongehoord          | Solo-Album; Gastauftritte von Wojciech Traczyk, Holly Hock                                                                                             |
| 2020 | 2020     | Wacław Zimpel                       | Ebbing in the Tide                     | Tak Picture        | nur digital; solo |
| 2023 |          | Wacław Zimpel                       | Train Spotter                          | state51 Records    | Vinyl; solo |
| 2024 | 2023     | Wacław Zimpel                       | Japanese Journal Vol. 1                | self-release       | EP; nur digital; mit Kamil Szuszkiewicz, Michiyo Yagi, Little Nemon                                                                                    |

## Mit Ircha Clarinet Quartet
Besetzung: Mikołaj Trzaska, Michał Górczyński, Paweł Szamburski, Zimpel
| VÖ   | Aufnahme | Titel             | Musiklabel         | Anmerkungen                                                    |
| ---- | -------- | ----------------- | ------------------ | -------------------------------------------------------------- |
| 2011 | 2009     | Lark Uprising     | Multikulti Project | aufgenommen live beim Tzadik Poznań Festiwal; mit Joe McPhee   |
| 2012 | 2011     | Watching Edvard   | Kilogram Records   | –                                                              |
| 2012 | 2011     | Zikaron – Lefanay | Kilogram Records   | aufgenommen live beim Festival of New Jewish Music in Warschau |
| 2014 | 2013     | Black Bones       | Kilogram Records   | 2-teiliges Album (Studio-CD und Live-CD)                       |

## Mit The Resonance Ensemble
Besetzung: Ken Vandermark, Mikołaj Trzaska, Dave Rempis, Magnus Broo, Mark Tokar, Michael Zerang, Per Åke Holmlander, Steve Swell, Tim Daisy, Zimpel
| VÖ   | Aufnahme | Titel                              | Musiklabel      | Anmerkungen                            |
| ---- | -------- | ---------------------------------- | --------------- | -------------------------------------- |
| 2008 | 2007     | Resonance                          | Not Two Records | aufgenommen live in Lwiw               |
| 2011 | 2009     | Kafka in Flight                    | Not Two Records | –                                      |
| 2012 | 2011     | What Country Is This?              | Not Two Records | –                                      |
| 2013 | 2012     | Head Above Water, Feet Out of Fire | Not Two Records | Doppel-Album mit Studio-CD und Live-CD |
| 2015 | 2013     | Double Arc                         | Not Two Records | –                                      |

## Kollaborationen und sonstige Projekte
| VÖ   | Aufnahme  | Interpret                                    | Titel                                                  | Musiklabel                              | Anmerkungen |
| ---- | --------- | -------------------------------------------- | ------------------------------------------------------ | --------------------------------------- | --- |
| 2005 |           | Artur Andrus                                 | Łódzka                                                 | Wyższa Szkoła Promocji                  | – |
| 2008 |           | Zimpel / Traczyk / Rasz Trio                 | The Light                                              | Multikulti Project                      | mit Wojciech Traczyk, Robert Rasz |
| 2008 | 2008      | Daisy / Zimpel                               | Four Walls                                             | Multikulti Project                      | aufgenommen live in Krakau; mit Tim Daisy, Dave Rempis, Mark Tokar |
| 2010 |           | The Light                                    | Afekty                                                 | Multikulti Project                      | mit Wojciech Traczyk, Robert Rasz |
| 2011 | 2010      | Reed Trio                                    | Last Train to the First Station                        | Kilogram Records                        | aufgenommen live in Danzig; mit Ken Vandermark, Mikołaj Trzaska |
| 2011 |           | Olo Walicki                                  | Ewa film music                                         | Owa Production                          | mit Michał Gos, Sławomir Jaskułke, Kira Boreczko-Dal |
| 2012 | 2011      | Robinson / Zerang / Zimpel / Rogiński        | Yemen; Music of Yemenite Jews                          | Multikulti Project                      | aufgenommen live in Posen; mit Perry Robinson, Michael Zerang, Raphael Rogiński |
| 2012 |           | Mela Koteluk                                 | Spadochron                                             | Pomaton                                 | Gastauftritt auf Niewidzialna |
| 2013 | 2012      | Mikołaj Trzaska                              | Gra Różę                                               | Kilogram Records                        | Live-Aufnahme (Off Festival) der Musik aus Wojciech Smarzowskis Film Róża; mit Mikołaj Trzaska, Michał Górczyński, Paweł Szamburski, Adam Żuchowski, Mike Majkowski, Paweł Szpura                                                                 |
| 2013 | 2012      | Keefe Jackson’s Likely So                    | A Round Goal                                           | Delmark Records                         | aufgenommen live in Bern; mit Keefe Jackson, Mars Williams, Marc Stucki, Dave Rempis, Peter Schmid, Thomas Mejer |
| 2013 |           | Wacław Zimpel / Klaus Kugel                  | The Music of Hildegard of Bingen                       | self-release                            | nur auf Soundcloud zugänglich |
| 2014 |           | Gaba Kulka                                   | The Escapist                                           | Mystic Production                       | mit Gaba Kulka und anderen |
| 2014 |           | Olo Walicki                                  | Kot (Czy też kotka?)                                   | Instyt Sztuki Miejskiej                 | mit Olo Walicki, Kuba Staruszkiewicz, Stefan Wesołowski |
| 2014 | 2013      | Olie Brice Quintet                           | Immune to Clockwork                                    | Multikulti Project                      | mit Olie Brice, Jeff Williams, Mark Hanslip, Alex Bonney |
| 2015 | 2014      | Agustí Fernández                             | River Tiger Fire                                       | Fundacja Słuchaj                        | Zimpel auf CD1 mit Ad Libitum Ensemble |
| 2015 | 2015      | Saagara                                      | Saagara                                                | Multikulti Project                      | mit dem indischen Perkussions-Ensemble Saagara |
| 2015 |           | Ziporyn / Zimpel / Zemler / Riley            | Green Light                                            | Multikulti Project                      | mit Evan Ziporyn, Hubert Zemler, Gyan Riley |
| 2015 | 2014      | Dominik Strycharski Core 6                   | Czôczkò                                                | For Tune                                | mit Dominik Strycharski, Hubert Zemler, Ksawery Wójciński, Krzysztof Szmańda, Zbigniew Kozera |
| 2015 |           | Switchback                                   | Switchback                                             | Multikulti Project                      | mit Klaus Kugel, Hilliard Greene, Mars Williams |
| 2016 | 2015      | Switchback                                   | Live in Ukraine                                        | Multikulti Project                      | Live-Aufnahme in Saporischschja |
| 2017 |           | Zimpel/Ziołek                                | Zimpel/Ziołek                                          | Instant Classic                         | – |
| 2017 | 2016      | Saagara                                      | 2                                                      | Instant Classic                         | mit Giridhar Udupa (Ghatam), Bharghava Halambi (Khanjira), K Raja (Thavil), Mysore N. Karthik (Geige) |
| 2018 |           | Doors Not Shut                               | Luty                                                   | Audio Cave                              | mit Philip South, Krzysztof Szmańda, Andrzej Święs, Krzysztof Dys, Ksawery Wójciński |
| 2018 | 2018      | Musiquette A                                 | Terry Riley In C                                       | Bôłt                                    | mit Mateusz Wachowiak, Tomasz Duda, Wojciech Traczyk, Marta Maślanka, Miłosz Pękala, Maciej Cierliński, Piotr Zabrodzki, Marcin Masecki, Michał Zaborski, Joanna Halszka Sokołowska, Dagna Sadkowska, Wojciech Krzak, Maja Kleszcz, Hubert Zemler |
| 2019 | 2019      | Arrm                                         | II                                                     | Instant Classic                         | Gastauftritt auf Birth |
| 2019 |           | Ben Frost                                    | Catastrophic Deliquescence (Music from Fortitude 2015) | Mute                                    | Gastauftritt auf vier Songs |
| 2020 |           | Holden / Zimpel                              | Long Weekend                                           | Border Community                        | EP |
| 2020 |           | Shackleton / Zimpel                          | Primal Forms                                           | Cosmo Rhythmatic                        | nur Vinyl |
| 2021 |           | Various Artists                              | Ondinata. Songs For Ondine                             | Polish CCHS Foundation „Lift the curse“ | mit Holly Hock auf Ondine’s Lake; Benefiz-Album für Forschung zum Undine-Syndrom |
| 2021 |           | Various Artists                              | Вoни нe пpoйдyть                                       | Trost Records                           | Plywie Kacza 2015 mit Switchback; Benefiz-Album für Opfer des Ukraine-Kriegs |
| 2022 |           | Hans Kulk & Wacław Zimpel                    | Breath of Brahma & Sri Crickets                        | Tak Picture                             | nur digital |
| 2023 |           | Shackleton & Zimpel with Siddhartha Belmannu | In the Cell of Dreams                                  | 7K!                                     | nur Vinyl |
| 2023 | 2022/2023 | Cut the Sky                                  | Esz Kodesz                                             | Aion Records                            | nur digital; mit Alex Roth, Hubert Zemler |
| 2024 |           | Saagara                                      | 3                                                      | Glitterbeat                             | mit Giridhar Udupa (Ghatam, Cajon, Perkussion), Aggu Baba (Khanjira, Perkussion, Talking Drum), Mysore N. Karthik (Geige), Thavil Raja (Thavil)                                                                                                   |